# 혜산군
혜산군(惠山郡)은 함경남도(량강도)에 있던 군이다. 군청은 현재의 혜산시 지역에 있었다. 오랫동안 갑산군의 군역이었으며 예부터 삼수군과 묶어 '삼수갑산'으로 알려진 유배지이자 산간벽지였다. 일제강점기 국경 지역으로 개발되었으며 1942년 갑산군에서 분리되어 혜산군이 설치되었다. 당시의 군역은 현재의 혜산시·삼지연군·보천군·운흥군에 해당된다.

## 연혁
- 1942년 4월 - 갑산군으로부터 혜산읍·운흥면·보천면을 분할하고 봉두면·대진면을 신설하였으며 삼수군 별동면을 편입해 혜산군을 신설하였다(1읍 5면).
- 1952년 보천면 대진면에 보천군을 설치하였다.
- 1954년 10월 - 시내 지역이 신설된 량강도의 도청소재지가 되었고 중심부가 혜산시, 산간부가 운흥군이 되었다.
- 1961년 3월 - 운흥군의 일부를 혜산시에 편입하였다. 보천군 리명수로동자구와 포태리가 삼지연군으로 넘어갔다.